# Liste der denkmalgeschützten Objekte in Tisovec
Die Liste der denkmalgeschützten Objekte in Tisovec enthält die 25 nach slowakischen Denkmalschutzvorschriften geschützten Objekte in der Gemeinde Tisovec im Okres Rimavská Sobota.

## Denkmäler
| Foto |                 | Denkmal / č. ÚZPF                                                   | Standort / Konskr. Nr.                                 | Offizielle Beschreibung                               | Beschreibung                                                              | Metadaten                                                                     |
| ---- | --------------- | ------------------------------------------------------------------- | ------------------------------------------------------ | ----------------------------------------------------- | ------------------------------------------------------------------------- | ----------------------------------------------------------------------------- |
|      | Datei hochladen | Gedenkpfarrhof(sk) ObjektID: 609-1067/1                             | Vansovej T. ul. 1 KG: Rimavská Píla Konskr.Nr.:        | ev.a.v. - T.Vansová                                   | für Terézia Zuzana Vansová, evangelische Pfarrei                          | č. NKP: 609-1067/1 Stand des NKP: 2012-02-08 Name: FARA PAMÄTNÁ               |
|      | Datei hochladen | Gedenktafel(sk) ObjektID: 609-1067/2                                | Vansovej T. ul. 1 KG: Rimavská Píla Konskr.Nr.:        | Vansová Terézia - 1857-1942,spisovatelka              | für Terézia Zuzana Vansová, Schriftstellerin                              | č. NKP: 609-1067/2 Stand des NKP: 2012-02-08 Name: TABULA PAMÄTNÁ             |
|      | Datei hochladen | Grab und Grabstein(sk) ObjektID: 609-1071/0                         | KG: Tisovec Konskr.Nr.:                                | Daxner Štefan Marko - 1822-1892,národovec             | des Štefan Marko Daxner, Politiker, Jurist, Ökonom, Kolumnist und Patriot | č. NKP: 609-1071/0 Stand des NKP: 2012-02-08 Name: HROB S NÁHROBNÍKOM         |
|      | Datei hochladen | Denkmal(sk) ObjektID: 609-1078/0                                    | KG: Tisovec Konskr.Nr.:                                | padlí v SNP                                           | für die Gefallenen des Nationalaufstandes                                 | č. NKP: 609-1078/0 Stand des NKP: 2012-02-08 Name: POMNÍK                     |
|      | Datei hochladen | KOLAJ II. ObjektID: 609-11652/1                                     | KG: Tisovec Konskr.Nr.:                                | ozubnicová,železnicná - kolajový zvršok,zubacka       | Zahnstange, Eisenbahnen - Fahrzeuge, Zahnradbahn                          | č. NKP: 609-11652/1 Stand des NKP: 2012-02-08 Name: KOLAJ II.                 |
| BW   | Datei hochladen | Eisenbahnbrücke(sk) ObjektID: 609-11652/2                           | Standort KG: Tisovec Konskr.Nr.:                       | ?priehradový,kamen+ocel? - Certov most                | Betonkastenbrücke (neu?)                                                  | č. NKP: 609-11652/2 Stand des NKP: 2012-02-08 Name: MOST ŽELEZNICNÝ           |
|      | Datei hochladen | Lokdepot(sk) ObjektID: 609-11652/3                                  | 431 KG: Tisovec Konskr.Nr.: 431                        | železnicné - remíza,"sklad"                           | Eisenbahnremise, Lager                                                    | č. NKP: 609-11652/3 Stand des NKP: 2012-02-08 Name: DEPO RUŠNOVÉ              |
|      | Datei hochladen | Lager 2(sk) ObjektID: 609-11652/4                                   | 1566 KG: Tisovec Konskr.Nr.: 1566                      | tehla,drevo - remíza,sklad depa                       | Eisenbahnremise, Lager                                                    | č. NKP: 609-11652/4 Stand des NKP: 2012-02-08 Name: SKLAD ŽELEZNICNÝ II.      |
|      | Datei hochladen | Drehscheibe(sk) ObjektID: 609-11652/5                               | KG: Tisovec Konskr.Nr.:                                | železnicná,vahadlová,rucná - rušnová tocna            | handkurbelbetriebene Lokdrehscheibe                                       | č. NKP: 609-11652/5 Stand des NKP: 2012-02-08 Name: TOCNA                     |
|      | Datei hochladen | Gleisanlagen(sk) ObjektID: 609-11652/6                              | KG: Tisovec Konskr.Nr.:                                | depa,železnicné - kolajisko rušnového depa            | Rangierbahnhof Lok-Depot                                                  | č. NKP: 609-11652/6 Stand des NKP: 2012-02-08 Name: KOLAJISKO                 |
|      | Datei hochladen | BUDOVA VÝPRAVNÁ III. ObjektID: 609-11652/7                          | 432 KG: Tisovec Konskr.Nr.: 432                        | železnicná - stanica Tisovec,prevádzková b.           | Tisovec Station, Betriebsgebäude                                          | č. NKP: 609-11652/7 Stand des NKP: 2012-02-08 Name: BUDOVA VÝPRAVNÁ III.      |
|      | Datei hochladen | Verwaltungsgebäude(sk) ObjektID: 609-11652/8                        | 432 KG: Tisovec Konskr.Nr.: 432                        | železnicná - prevádzková budova stanice Tis           | Betriebsgebäude Bahnhof Tisovec                                           | č. NKP: 609-11652/8 Stand des NKP: 2012-02-08 Name: BUDOVA ADMINISTRATÍVNA    |
|      | Datei hochladen | LAMPÁREN ObjektID: 609-11652/9                                      | KG: Tisovec Konskr.Nr.:                                | železnicná                                            |                                                                           | č. NKP: 609-11652/9 Stand des NKP: 2012-02-08 Name: LAMPÁREN                  |
|      | Datei hochladen | Bahnwärterhaus(sk) ObjektID: 609-11652/10                           | 388 KG: Tisovec Konskr.Nr.: 388                        | železnicný - byt tratmajstra,strážny dom              | ehem. Bahnmeisterei                                                       | č. NKP: 609-11652/10 Stand des NKP: 2012-02-08 Name: DOM STRÁŽNY              |
|      | Datei hochladen | Bahnunterkunft(sk) ObjektID: 609-11652/11                           | 389 KG: Tisovec Konskr.Nr.: 389                        | železnicná - byty stanic.zriadencov                   | ehem. Bahnhofsvorsteher                                                   | č. NKP: 609-11652/11 Stand des NKP: 2012-02-08 Name: UBYTOVNA ŽELEZNICNÁ      |
|      | Datei hochladen | Stellwerk 1(sk) ObjektID: 609-11652/12                              | KG: Tisovec Konskr.Nr.:                                | železnicné,výhybky - stanovisko výhybkára             | Weichenwärter                                                             | č. NKP: 609-11652/12 Stand des NKP: 2012-02-08 Name: STANOVISKO SIGNALITU I.  |
|      | Datei hochladen | Lager 3(sk) ObjektID: 609-11652/13                                  | 439 KG: Tisovec Konskr.Nr.: 439                        | železnicný,údržby dráhy - sklad prepravovaného tovaru | Lager der Gleisunterhaltung (Bahnmeisterei)                               | č. NKP: 609-11652/13 Stand des NKP: 2012-02-08 Name: SKLAD ŽELEZNICNÝ III.    |
|      | Datei hochladen | Stellwerk 2(sk) ObjektID: 609-11652/14                              | KG: Tisovec Konskr.Nr.:                                | železnicné,výhybky - stanovisko výhybkára             | Weichenwärter                                                             | č. NKP: 609-11652/14 Stand des NKP: 2012-02-08 Name: STANOVISKO SIGNALITU II. |
| ja   | Datei hochladen | Rathaus(sk) ObjektID: 609-1075/1                                    | Clementisova ul. 1 Standort KG: Tisovec Konskr.Nr.:    | 0                                                     |                                                                           | č. NKP: 609-1075/1 Stand des NKP: 2012-02-08 Name: RADNICA                    |
|      | Datei hochladen | Gedenktafel(sk) ObjektID: 609-1075/2                                | Clementisova ul. 1 KG: Tisovec Konskr.Nr.:             | revolucný NV                                          | für den revolutionären Nationalausschuss                                  | č. NKP: 609-1075/2 Stand des NKP: 2012-02-08 Name: TABULA PAMÄTNÁ             |
|      | Datei hochladen | Gedenkhaus(sk) ObjektID: 609-1074/0                                 | Daxnerova ul. 635 KG: Tisovec Konskr.Nr.: 635          | tlaciaren                                             | Druckerei                                                                 | č. NKP: 609-1074/0 Stand des NKP: 2012-02-08 Name: DOM PAMÄTNÝ                |
| BW   | Datei hochladen | Gedenkhaus(sk) ObjektID: 609-1072/1                                 | Daxnerova ul. 781 Standort KG: Tisovec Konskr.Nr.: 745 | Daxner Štefan Marko - 1822-1892,národovrc             | für Štefan Marko Daxner, Politiker, Jurist, Ökonom, Kolumnist und Patriot | č. NKP: 609-1072/1 Stand des NKP: 2012-02-08 Name: DOM PAMÄTNÝ                |
|      | Datei hochladen | Gedenktafel(sk) ObjektID: 609-1072/2                                | Daxnerova ul. 781 KG: Tisovec Konskr.Nr.: 745          | Daxner Štefan Marko - 1822-1892,národovec             | für Štefan Marko Daxner, Politiker, Jurist, Ökonom, Kolumnist und Patriot | č. NKP: 609-1072/2 Stand des NKP: 2012-02-08 Name: TABULA PAMÄTNÁ             |
| ja   | Datei hochladen | Gedenkgebäude in regionaltypischem Baustil(sk) ObjektID: 609-2712/0 | Jozeffiho ul. 41 Standort KG: Tisovec Konskr.Nr.: 41   | Clementis V. - 1902-1952,politik                      | für Vladimír Clementis, Politiker, Jurist, Schriftsteller und Übersetzer  | č. NKP: 609-2712/0 Stand des NKP: 2012-02-08 Name: DOM LUDOVÝ PAMÄTNÝ         |

## Legende
Die Tabelle enthält im Einzelnen folgende Informationen:
| Foto:                    | Fotografie des Denkmals. |
| Denkmal / č. ÚZPF:       | Die Übersetzung der Bezeichnung des Denkmals, wie sie vom Slowakischen Denkmalamt (Pamiatkový úrad Slovenskej republiky) verwendet wird. Die Originalbezeichnung ist unter dem Fragezeichen angegeben. Fehlt die Übersetzung, so wird die Originalbezeichnung direkt angezeigt. Weiters ist die Objekt-Identifikationsnummer (Objekt ID) angeführt. Sie ist die offizielle, in der Slowakei eindeutige Nummer č. ÚZPF inklusive der zugehörigen Zählnummer, wie sie in den Daten des Denkmalamtes angegeben wird. Da diese nur innerhalb eines Landkreises gezählt wird, ist dessen Nummer der Denkmalnummer vorangestellt. |
| Standort:                | Wenn in der Liste vorhanden, ist die Adresse angegeben. In Klammern kann sich noch eine zusätzliche Adresse befinden, wenn es beispielsweise ein Eckhaus ist. Bei freistehenden Objekten ohne Adresse (zum Beispiel bei Bildstöcken) ist eine Adresse angegeben, die in der Nähe des Objekts liegt. Durch Aufruf des Links Standort wird die Lage des Denkmals in verschiedenen Kartenprojekten angezeigt. Darunter sind die Katastralgemeinde (KG) und, wenn vorhanden, die Konskriptionsnummer (Konskr. Nr.) angegeben.                                                                                                   |
| Offizielle Beschreibung: | Es ist die Kurzbeschreibung auf Slowakisch, wie sie in den offiziellen Listen angegeben ist, eingetragen. |
| Beschreibung:            | Kurze Angaben zum Denkmal auf Deutsch. |
| Metadaten:               | Zusätzlich werden, wenn in den persönlichen Einstellungen das Helferlein Dauerhaftes Einblenden von Metadaten aktiviert ist, ebensolche angezeigt. |

- Karte mit allen Koordinaten:
- OSM |
- WikiMap